# Margret Fusbahn
Margret Fusbahn (São Galo, Suíça, 14 de julho de 1907 - 12 de março de 2001, Sintra, Portugal) foi uma pioneira da aviação suíça, naturalizada alemã e portuguesa por casamento, conhecida por ter estabelecido o recorde internacional de altitude numa aeronave leve em 1930.

## Biografia
Nascida no seio de uma família de classe alta sob o nome de Luise Margret Billwiller a 14 de julho de 1907, em São Galo, Suíça, muito cedo demonstrou ser uma jovem adepta da adrenalina e desafiadora dos estereótipos de género associados ao papel social da mulher do início do século XX, notabilizando-se nas práticas de hipismo, ténis, esqui, tiro ao alvo e no automobilismo, tendo tirado a carta de condução aos 18 anos de idade.
Em janeiro de 1928, Margret casou-se com Heinz-Werner Fusbahn, engenheiro e posteriormente conhecido aviador alemão, mudando-se para Heidelberg, Alemanha, onde descobriu a aviação. Segundo a sua autobiografia, enquanto conduzia em direção a casa, viu pela pela primeira vez um avião sobrevoar a região e seguiu-o até Böblingen, nas proximidades de Estugarda, onde descobriu uma pequena escola de aviação que aceitava mulheres como alunas. Após inscrever-se, tornou-se em agosto desse mesmo ano na segunda mulher suíça a obter a carta de aviação e a poder pilotar uma aeronave, ficando somente atrás de Elise Haugk, que tirou a sua licença de voo em Hamburgo em 1914.
Dois anos depois, em abril de 1930, Margret Fusbahn quebrou o recorde internacional de altitude a bordo de uma aeronave leve Klemm classe C, atingindo os 4900 metros ou, de acordo com outras fontes, os 4614 metros.
Nos anos seguintes, o casal, conhecido como "o casal aviador" e que utilizava os nomes de código Emil e Franz, realizou várias façanhas aeronáuticas e viagens de longo curso para África, nomeadamente para a Abissínia e o Sudão, assim como participou em diversas competições acrobáticas de aviação, sendo as suas viagens conjuntas no entanto suspensas quando em 1933, com a subida ao poder do regime nazi na Alemanha, as licenças de voo para as mulheres foram revogadas no país e Margret viu-se obrigada a cessar as suas participações nos concursos de aviação.
Incorrendo em risco de ser presa por pilotar, em 1937 Margret Fusbahn decidiu continuar a viajar, contudo de carro, realizando uma viagem de seis meses com a amiga e pintora Rorschach Trudi Schneebeli por vários países africanos. De regresso à Suíça e com o despoletar da Segunda Guerra Mundial, em 1938 divorciou-se de Heinz-Wernes Fusbahn e deixou o país, partindo para Angola, onde se casou dois meses depois com Amâncio Augusto Rodrigues, agrónomo português, que havia conhecido durante as suas viagens pelo país.
Mudando-se para Portugal com o seu marido e sob o nome de Margarete Rodrigues anos mais tarde, o casal fixou-se em Sintra, onde tiveram duas filhas: Belizanda e Hortensia Billwiller Rodrigues.
Tendo abandonado desde então a sua carreira na aviação, Margret dedicou o resto da sua vida à sua família, ao Clube Suíço e à publicação da sua autobiografia, onde relembrava as suas façanhas aeronáuticas. Faleceu a 12 de março de 2001, em Sintra, Portugal, em 2001.

## Legado e Homenagens
O seu nome é homenageado e relembrado na toponímia local de Böblingen e Sindelfingen.